# Шишковские
 Шишковские  — деревня в Санчурском муниципальном округе Кировской области.

## География
Расположена на расстоянии примерно 16 км по прямой на запад-северо-запад от райцентра поселка Санчурск.

## История
Известна с 1891 года как починок Шишковский, в котором было в 1905 году отмечено дворов 17 и жителей 100, в 1926 (Шишковский или Шиши) 23 и 115, в 1950 (уже деревня Шишковская) 28 и 84, в 1989 17 жителей. С 2006 по 2019 год входила в состав Люмпанурского сельского поселения.

## Население
Постоянное население составляло 6 человек (русские 100%) в 2002 году, 0 в 2010.